# Alpout (Qazax)
Alpout è un villaggio dell'Azerbaigian e il comune meno popoloso situato nel distretto di Qazax.